# NGC 5980
NGC 5980 est une galaxie spirale située dans la constellation du Serpent. Sa vitesse par rapport au fond diffus cosmologique est de 4 216 ± 10 km/s, ce qui correspond à une distance de Hubble de 62,2 ± 4,4 Mpc (∼203 millions d'al). NGC 5980 a été découverte par l'astronome germano-britannique William Herschel en 1787.
NGC 5980 présente une large raie HI et c'est possiblement une galaxie du champ, c'est-à-dire qu'elle n'appartient pas à un amas ou un groupe et qu'elle est donc gravitationnellement isolée.
À ce jour, cinq mesures non basées sur le décalage vers le rouge (redshift) donnent une distance de 47,800 ± 1,513 Mpc (∼156 millions d'al), ce qui est nettement à l'extérieur des valeurs de la distance de Hubble. Notons que c'est avec la valeur moyenne des mesures indépendantes, lorsqu'elles existent, que la base de données NASA/IPAC calcule le diamètre d'une galaxie et qu'en conséquence le diamètre de NGC 5980 pourrait être d'environ 34,5 kpc (∼113 000 al) si on utilisait la distance de Hubble pour le calculer.

## Supernova
La supernova SN 2004ci a été découverte dans NGC 5980 le 15 mai 2004, conjointement par l'astronome amateur britannique Mark Armstrong et par S. Park et R. J. Foley dans le cadre du programme conjoint LOSS/KAIT (Lick Observatory Supernova Search de l'observatoire Lick et The Katzman Automatic Imaging Telescope de l'université de Californie à Berkeley. Cette supernova était de type II. 